# Marshalliana
Marshalliana is een geslacht van vlinders uit de familie van de Metarbelidae. De wetenschappelijke naam van dit geslacht is voor het eerst gepubliceerd in 1901 door Per Olof Christopher Aurivillius.
Aurivillius beschreef tevens de typesoort Marshalliana bivittata die was gevonden in Mashonaland (Zimbabwe) door Guy Anstruther Knox Marshall.
De soorten van dit geslacht komen voor in tropisch Afrika.

## Soorten
- Marshalliana bivittata  Aurivillius, 1901
- Marshalliana jansei Gaede, 1929
- Marshalliana latevittata Hering, 1949